# Spojené státy americké na Letních olympijských hrách 1968
Spojené státy americké na Letních olympijských hrách v roce 1968 v Mexiku reprezentovalo 357 sportovců, z toho 83 žen a 274 mužů, v 18 sportech.

## Medailisté
| Medaile | Jméno | Sport             | Soutěž                                                    |
| ------- | --- | ----------------- | --------------------------------------------------------- |
| Zlato   | Jim Hines | Atletika          | Muži 100 m                                                |
| Zlato   | Tommie Smith | Atletika          | Muži 200 m                                                |
| Zlato   | Lee Evans | Atletika          | Muži 400 m                                                |
| Zlato   | Willie Davenport | Atletika          | Muži 110 m překážek                                       |
| Zlato   | Charles Greene Jim Hines Mel Pender Ronnie Ray Smith | Atletika          | Muži štafeta 4 × 100 m                                    |
| Zlato   | Lee Evans Ron Freeman Larry James Vincent Matthews | Atletika          | Muži štafeta 4 × 400 m                                    |
| Zlato   | Dick Fosbury | Atletika          | Muži skok vysoký                                          |
| Zlato   | Bob Seagren | Atletika          | Muži skok o tyči                                          |
| Zlato   | Bob Beamon | Atletika          | Muži skok daleký                                          |
| Zlato   | Randy Matson | Atletika          | Muži vrh koulí                                            |
| Zlato   | Al Oerter | Atletika          | Muži hod diskem                                           |
| Zlato   | Bill Toomey | Atletika          | Muži desetiboj                                            |
| Zlato   | Wyomia Tyusová | Atletika          | Ženy 100 m                                                |
| Zlato   | Madeline Manningová | Atletika          | Ženy 800 m                                                |
| Zlato   | Margaret Bailes Barbara Ferrellová Mildrette Netter Wyomia Tyusová | Atletika          | Ženy štafeta 4 × 100 m                                    |
| Zlato   | Michael Barrett John Clawson Donald Dee Calvin Fowler Spencer Haywood Wilmer Hosket James King Glynn Saulters Charles Scott Michael Silliman Kenneth Spain Jo Jo White | Basketbal         | Turnaj mužů                                               |
| Zlato   | Ronald Harris | Box               | Muži lehká váha do 60 kg                                  |
| Zlato   | George Foreman | Box               | Muži váha těžká do 81 kg                                  |
| Zlato   | Bernard Wrightson | Skoky do vody     | Muži prkno 3 m                                            |
| Zlato   | Sue Gossick | Skoky do vody     | Ženy prkno 3 m                                            |
| Zlato   | William Steinkraus | Jezdectví         | Parkurové skákání - jednotlivci                           |
| Zlato   | Gary Lee Anderson | Sportovní střelba | Muži 300 metrů puška - (tři pozice)                       |
| Zlato   | Mike Burton | Plavání           | Muži 400 m volný způsob                                   |
| Zlato   | Mike Burton | Plavání           | Muži 1500 m volný způsob                                  |
| Zlato   | Don McKenzie | Plavání           | Muži 100 m prsa                                           |
| Zlato   | Doug Russell | Plavání           | Muži 100 m motýlek                                        |
| Zlato   | Carl Robie | Plavání           | Muži 200 m motýlek                                        |
| Zlato   | Charlie Hickcox | Plavání           | Muži 200 m polohový závod                                 |
| Zlato   | Charlie Hickcox | Plavání           | Muži 400 m polohový závod                                 |
| Zlato   | Stephen Rerych Mark Spitz Ken Walsh Zac Zorn | Plavání           | Muži štafeta 4 × 100 m volný způsob                       |
| Zlato   | John Nelson Stephen Rerych Don Schollander Mark Spitz | Plavání           | Muži štafeta 4 × 200 m volný způsob                       |
| Zlato   | Charlie Hickcox Don McKenzie Doug Russell Ken Walsh | Plavání           | Muži štafeta 4 × 100 m polohový závod                     |
| Zlato   | Jan Henne | Plavání           | Ženy 100 m volný způsob                                   |
| Zlato   | Debbie Meyer | Plavání           | Ženy 200 m volný způsob                                   |
| Zlato   | Debbie Meyer | Plavání           | Ženy 400 m volný způsob                                   |
| Zlato   | Debbie Meyer | Plavání           | Ženy 800 m volný způsob                                   |
| Zlato   | Kaye Hall | Plavání           | Ženy 100 m znak                                           |
| Zlato   | Lillian Watson | Plavání           | Ženy 200 m znak                                           |
| Zlato   | Sharon Wichman | Plavání           | Ženy 200 m prsa                                           |
| Zlato   | Claudia Kolbová | Plavání           | Ženy 200 m polohový závod                                 |
| Zlato   | Claudia Kolbová | Plavání           | Ženy 400 m polohový závod                                 |
| Zlato   | Jane Barkman Linda Gustavson Jan Henne Susan Pedersen | Plavání           | Ženy štafeta 4 × 100 m volný způsob                       |
| Zlato   | Catie Ball Ellie Daniel Kaye Hall Susan Pedersen | Plavání           | Ženy štafeta 4 × 100 m polohový závod                     |
| Zlato   | Peter Barrett Lowell North | Jachting          | Muži třída Star                                           |
| Zlato   | George Friedrichs Barton Jahncke Gerald Schreck | Jachting          | Muži třída Dragon                                         |
| Stříbro | Larry James | Atletika          | Muži 400 m                                                |
| Stříbro | Jim Ryun | Atletika          | Muži 1500 m                                               |
| Stříbro | Ervin Hall | Atletika          | Muži 110 m překážek                                       |
| Stříbro | Edward Caruthers | Atletika          | Muži skok vysoký                                          |
| Stříbro | George Woods | Atletika          | Muži vrh koulí                                            |
| Stříbro | Barbara Ferrellová | Atletika          | Ženy 100 m                                                |
| Stříbro | Albert Robinson | Box               | Muži pérová váha do 57 kg                                 |
| Stříbro | Michael Page Michael Plumb James Wofford | Jezdectví         | Jezdecká všestrannost - družstva                          |
| Stříbro | Laurence Hough Philip Johnson | Veslování         | Muži dvojka bez kormidelníka                              |
| Stříbro | John Writer | Sportovní střelba | Muži 50 metrů libovolná malorážka 3×40 ran polohový závod |
| Stříbro | Thomas Garrigus | Sportovní střelba | Muži trap                                                 |
| Stříbro | Ken Walsh | Plavání           | Muži 100 m volný způsob                                   |
| Stříbro | Don Schollander | Plavání           | Muži 200 m volný způsob                                   |
| Stříbro | John Kinsella | Plavání           | Muži 1500 m volný způsob                                  |
| Stříbro | Charlie Hickcox | Plavání           | Muži 100 m znak                                           |
| Stříbro | Mitch Ivey | Plavání           | Muži 200 m znak                                           |
| Stříbro | Mark Spitz | Plavání           | Muži 100 m motýlek                                        |
| Stříbro | Greg Buckingham | Plavání           | Muži 200 m polohový závod                                 |
| Stříbro | Gary Hall | Plavání           | Muži 400 m polohový závod                                 |
| Stříbro | Susan Pedersen | Plavání           | Ženy 100 m volný způsob                                   |
| Stříbro | Jan Henne | Plavání           | Ženy 200 m volný způsob                                   |
| Stříbro | Linda Gustavson | Plavání           | Ženy 400 m volný způsob                                   |
| Stříbro | Pam Kruse | Plavání           | Ženy 800 m volný způsob                                   |
| Stříbro | Ellie Daniel | Plavání           | Ženy 100 m motýlek                                        |
| Stříbro | Susan Pedersen | Plavání           | Ženy 200 m polohový závod                                 |
| Stříbro | Lynn Vidali | Plavání           | Ženy 400 m polohový závod                                 |
| Stříbro | Richard Sanders | Zápas             | Muži volný styl v muší váze                               |
| Stříbro | Donald Behm | Zápas             | Muži volný styl v bantamové váze                          |
| Bronz   | Charles Greene | Atletika          | Muži 100 m                                                |
| Bronz   | John Carlos | Atletika          | Muži 200 m                                                |
| Bronz   | Ron Freeman | Atletika          | Muži 400 m                                                |
| Bronz   | Tom Farrell | Atletika          | Muži 800 m                                                |
| Bronz   | George Young | Atletika          | Muži 3000 m steeplechase                                  |
| Bronz   | Larry Young | Atletika          | Muži chůze 50 km                                          |
| Bronz   | Ralph Boston | Atletika          | Muži skok daleký                                          |
| Bronz   | Harlan Marbley | Box               | Muži váha lehká muší do 49 kg                             |
| Bronz   | James Wallington | Box               | Muži velterová váha do 63,5 kg                            |
| Bronz   | John Baldwin | Box               | Muži lehkotěžká váha do 71 kg                             |
| Bronz   | Alfred Jones | Box               | Muži váha střední do 75 kg                                |
| Bronz   | James Henry | Skoky do vody     | Muži prkno 3 m                                            |
| Bronz   | Keala O'Sullivan | Skoky do vody     | Ženy prkno 3 m                                            |
| Bronz   | Edwin Young | Skoky do vody     | Muži věž 10 m                                             |
| Bronz   | Ann Peterson | Skoky do vody     | Ženy věž 10 m                                             |
| Bronz   | Michael Page | Jezdectví         | Jezdecká všestrannost - jednotlivci                       |
| Bronz   | William Maher John Nunn | Veslování         | Muži dvojskif                                             |
| Bronz   | Mark Spitz | Plavání           | Muži 100 m volný způsob                                   |
| Bronz   | John Nelson | Plavání           | Muži 200 m volný způsob                                   |
| Bronz   | Ronald Mills | Plavání           | Muži 100 m znak                                           |
| Bronz   | Jack Horsley | Plavání           | Muži 200 m znak                                           |
| Bronz   | Brian Job | Plavání           | Muži 200 m prsa                                           |
| Bronz   | Ross Wales | Plavání           | Muži 100 m motýlek                                        |
| Bronz   | John Ferris | Plavání           | Muži 200 m motýlek                                        |
| Bronz   | John Ferris | Plavání           | Muži 200 m polohový závod                                 |
| Bronz   | Linda Gustavson | Plavání           | Ženy 100 m volný způsob                                   |
| Bronz   | Jane Barkman | Plavání           | Ženy 200 m volný způsob                                   |
| Bronz   | Jane Swagerty | Plavání           | Ženy 100 m znak                                           |
| Bronz   | Kaye Hall | Plavání           | Ženy 200 m znak                                           |
| Bronz   | Sharon Wichman | Plavání           | Ženy 100 m prsa                                           |
| Bronz   | Susan Shields | Plavání           | Ženy 100 m motýlek                                        |
| Bronz   | Ellie Daniel | Plavání           | Ženy 200 m motýlek                                        |
| Bronz   | Jan Henne | Plavání           | Ženy 200 m polohový závod                                 |
| Bronz   | Joseph Dube | Vzpírání          | Muži těžká váha nad 90 kig                                |